# Weronika Schostak

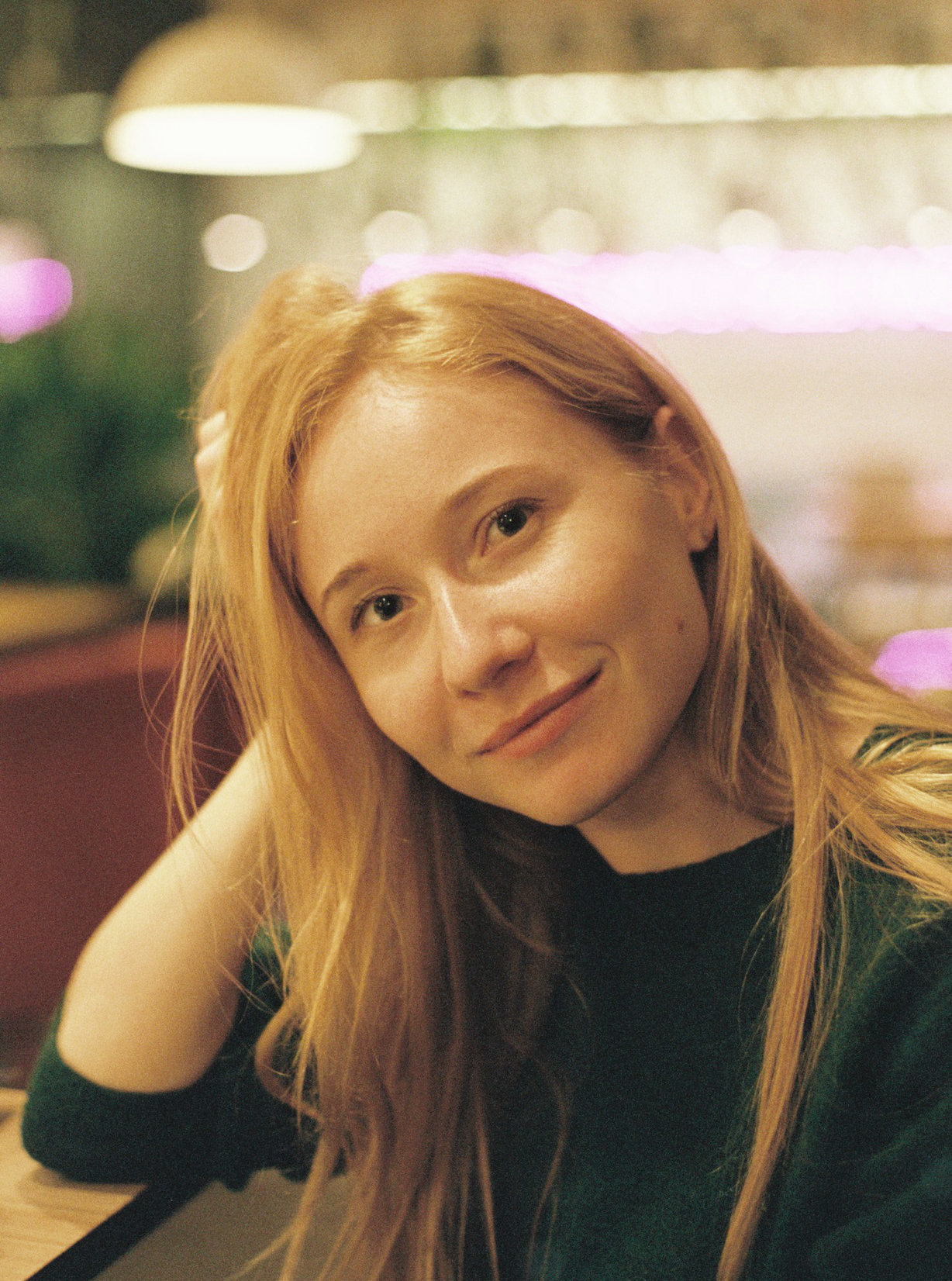
Weronika Wassyliwna Schostak (2020)

Weronika Wassyliwna Schostak (ukrainisch Вероніка Василівна Шостак, wiss. Transliteration Veronika Vasylivna Šostak; * 21. Januar 1995 in Starokostjantyniw, Oblast Chmelnyzkyj) ist eine ukrainische Theater- und Filmschauspielerin.

## Leben
Schostak wurde am 21. Januar 1995 in Starokostjantyniw als Tochter einer Lehrerfamilie geboren. Nach ihrem Schulabschluss im Jahr 2011 besuchte sie die Kultur- und Kunstfakultät der Nationalen Iwan-Franko-Universität Lwiw, wo sie die Fächer Theater und Filmschauspiel belegte. 2013 debütierte sie als Filmschauspielerin im Film Brothers. The Final Confession. 2015 trat sie der Kiewer Nationalen Universität Iwan Karpenko-Karyj für Theater, Film und Fernsehen bei, in der sie insgesamt fünf Jahre studierte und 2020 ihren Fachabschluss erlangte. Seit 2018 gehört sie dem Ensemble des Ukrainischen kleinen Dramatheaters (ukrainisch Український малий драматичний театр) an. Für ihre Debütrolle in dem Stück Valentinstag gewann sie den „Kiewer Pektorale“-Preis 2018. Im selben Jahr war sie in größeren Rollen in den Filmen  Golem – Wiedergeburt und König der Krieger zu sehen. 2019 war sie in 24 Episoden der Fernsehserie Leibeigene in der Rolle der Marichka zu sehen.

## Filmografie (Auswahl)
- 2013: Brothers. The Final Confession (Braty. Ostannya spovid/Брати. Остання сповідь)
- 2014: The Guide (Povodyr/Поводир)
- 2017: Easy
- 2017: The Sniffer (Nyukhach/Нюхач) (Fernsehserie, Episode 3x08)
- 2018: Golem – Wiedergeburt (The Golem)
- 2018: König der Krieger (King Danylo/Король Данило)
- 2019: Taras. Homecoming (Taras. Povernennya/Тарас. Повернення)
- 2019: Leibeigene (Krepostnaya/Кріпосна) (Fernsehserie, 24 Episoden)
- 2020: Hideout (Схрон) (Kurzfilm)